# Victor d'Arcy
Victor Henry Augustus d'Arcy, detto Vic (Rotherhithe, 30 giugno 1887 – Città del Capo, 12 marzo 1961), è stato un velocista britannico.
Prese parte ai Giochi olimpici di Stoccolma 1912 vincendo la medaglia d'oro nella staffetta 4×100 metri con i connazionali Willie Applegarth, David Jacobs e Henry Macintosh. Partecipò anche alle Olimpiadi di Anversa 1920 guadagnando il quarto posto sempre nella staffetta.

## Palmarès
| Anno | Manifestazione  | Sede      | Evento                | Risultato | Prestazione | Note |
| ---- | --------------- | --------- | --------------------- | --------- | ----------- | ---- |
| 1912 | Giochi olimpici | Stoccolma | 100 metri             | n/d       | n/d         |      |
| 1912 | Giochi olimpici | Stoccolma | 200 metri             | batterie  | n/d         |      |
| 1912 | Giochi olimpici | Stoccolma | Staffetta 4×100 metri | Oro       | 42"4        |      |
| 1920 | Giochi olimpici | Anversa   | 100 metri             | batterie  | n/d         |      |
| 1920 | Giochi olimpici | Anversa   | 200 metri             | batterie  | n/d         |      |
| 1920 | Giochi olimpici | Anversa   | Staffetta 4×100 metri | 4º        | 43"0        |      |